# Acroricnus stylator
Acroricnus stylator är en stekelart som först beskrevs av Carl Peter Thunberg 1822.  Acroricnus stylator ingår i släktet Acroricnus och familjen brokparasitsteklar. Arten är reproducerande i Sverige.

## Underarter
Arten delas in i följande underarter:
- A. s. aequatus (Say, 1836)
- A. s. edwardsii (Cresson, 1879)
- A. s. excelsus (Cresson, 1864
- A. s. niger  Mitchell, 1950
- A. s. stylator (Thunberg, 1822)
- A. s. townesi  Mitchell, 1950

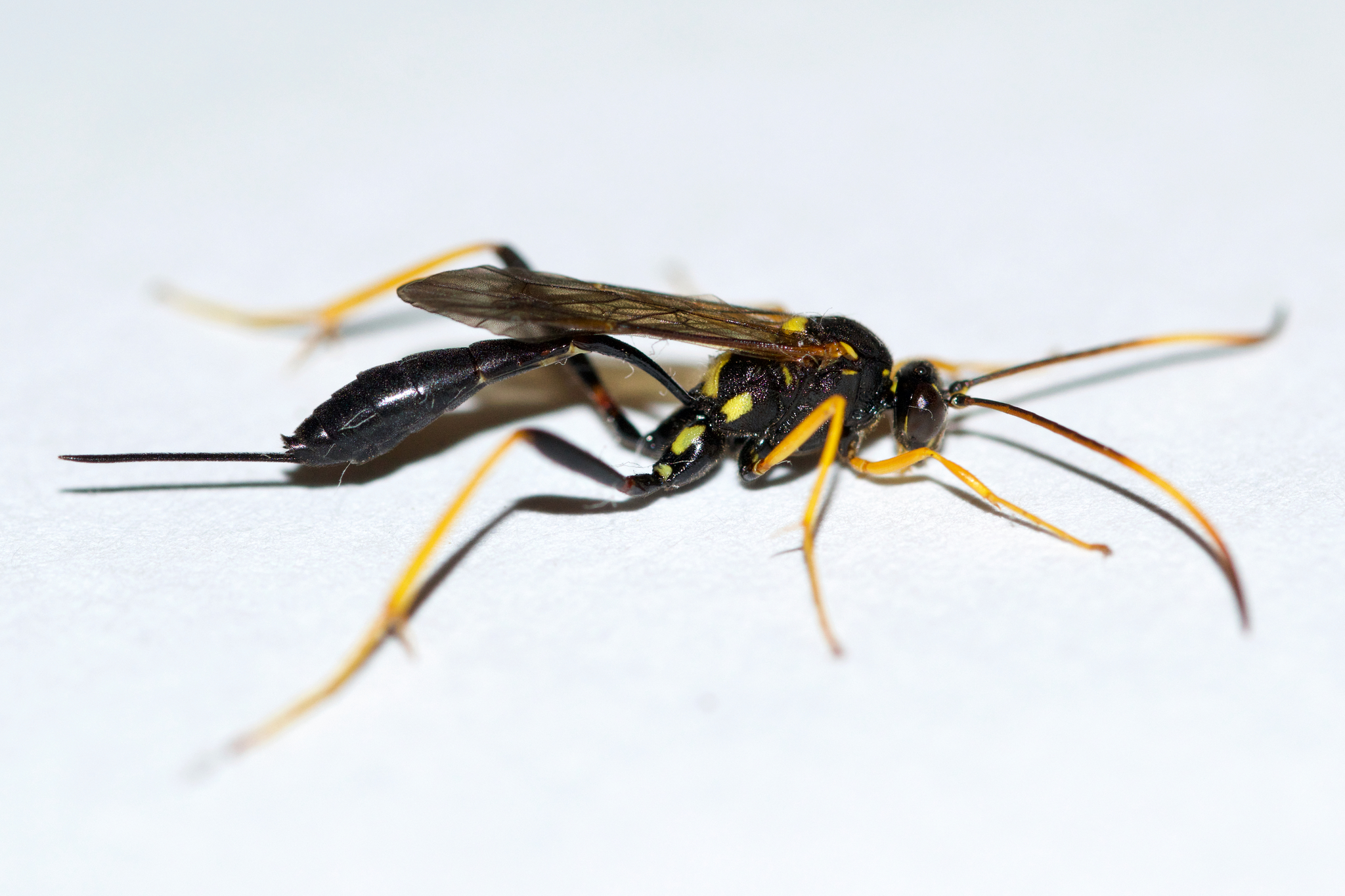
Acroricnus stylator aequatus
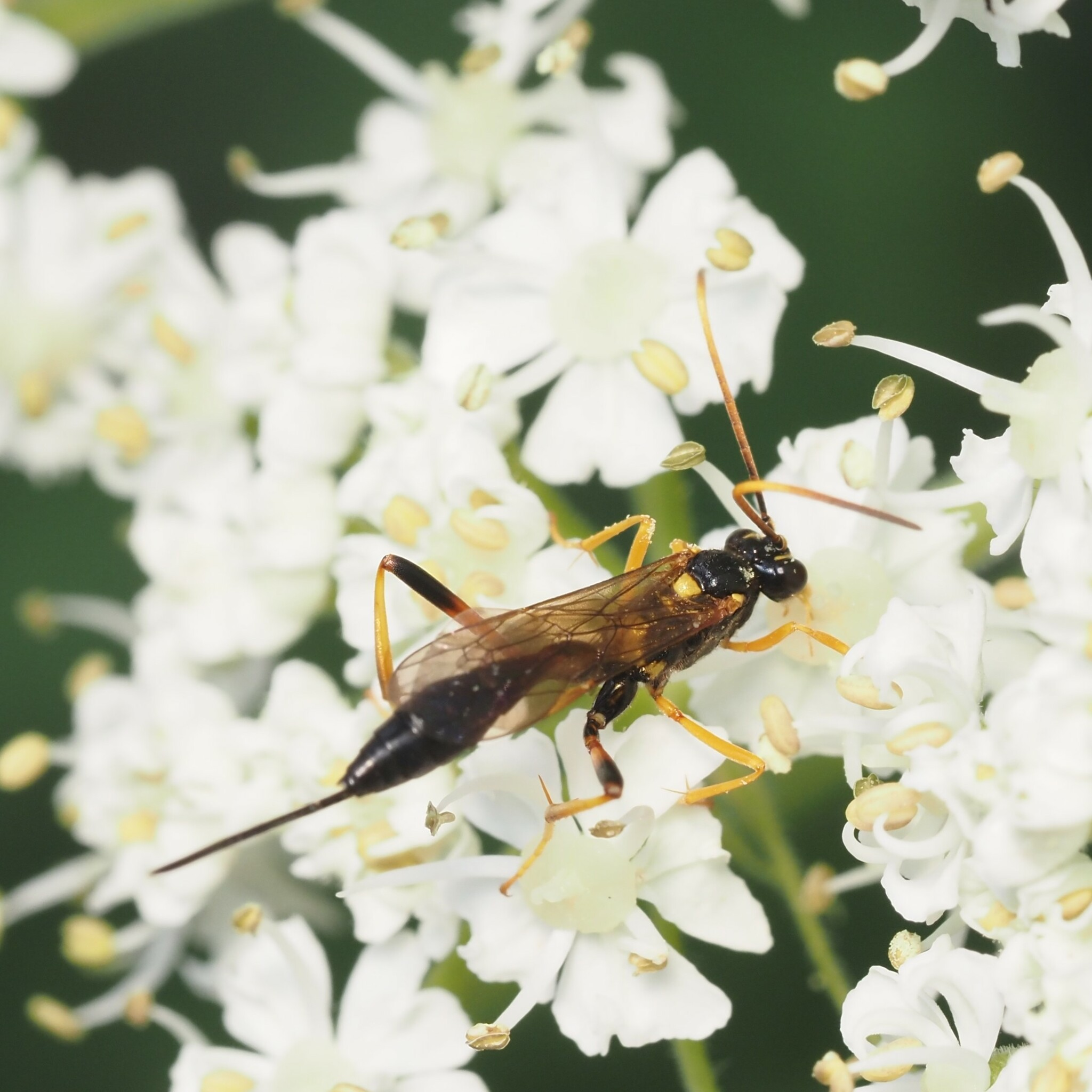
Acroricnus stylator excelsus
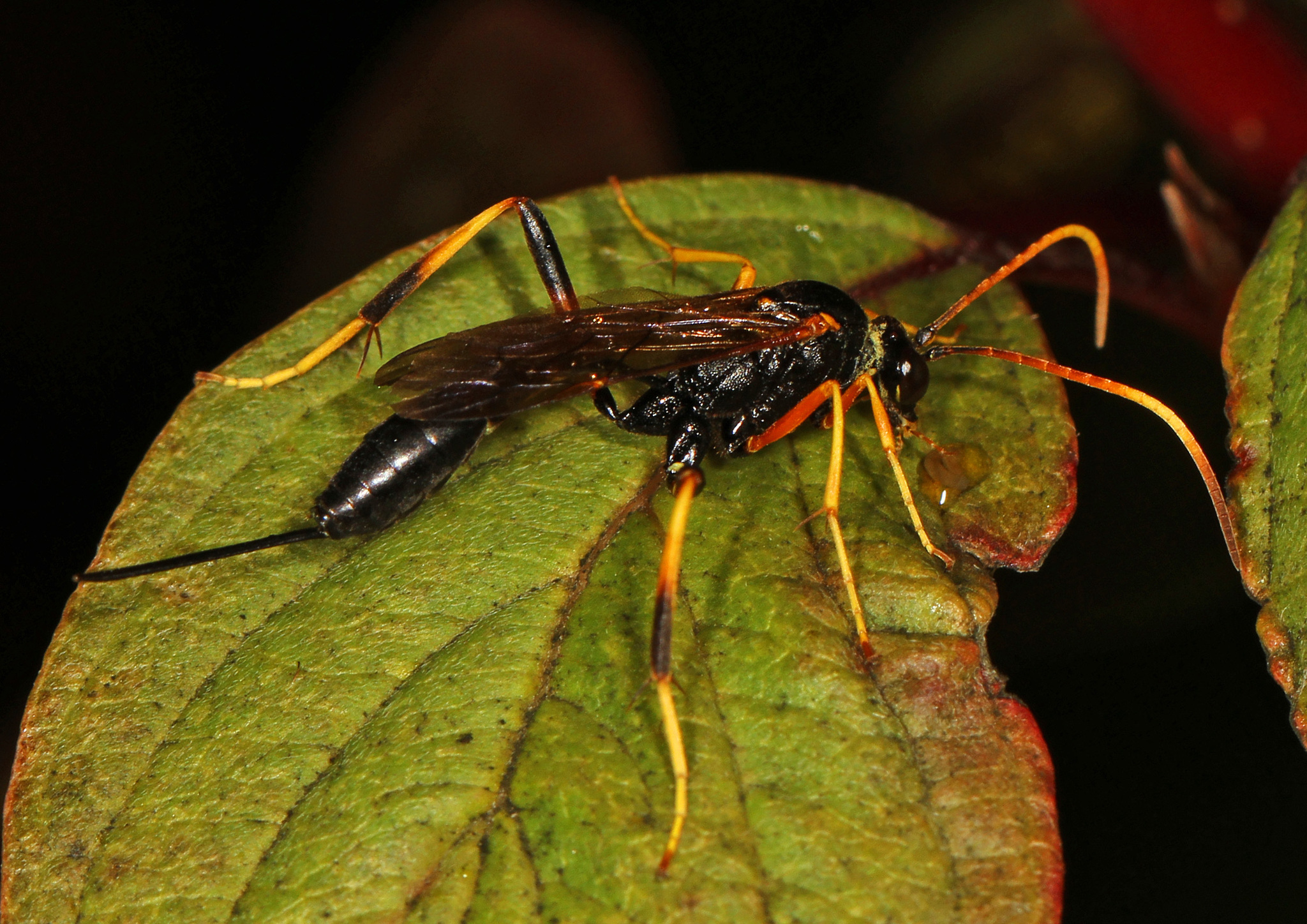
Acroricnus stylator niger
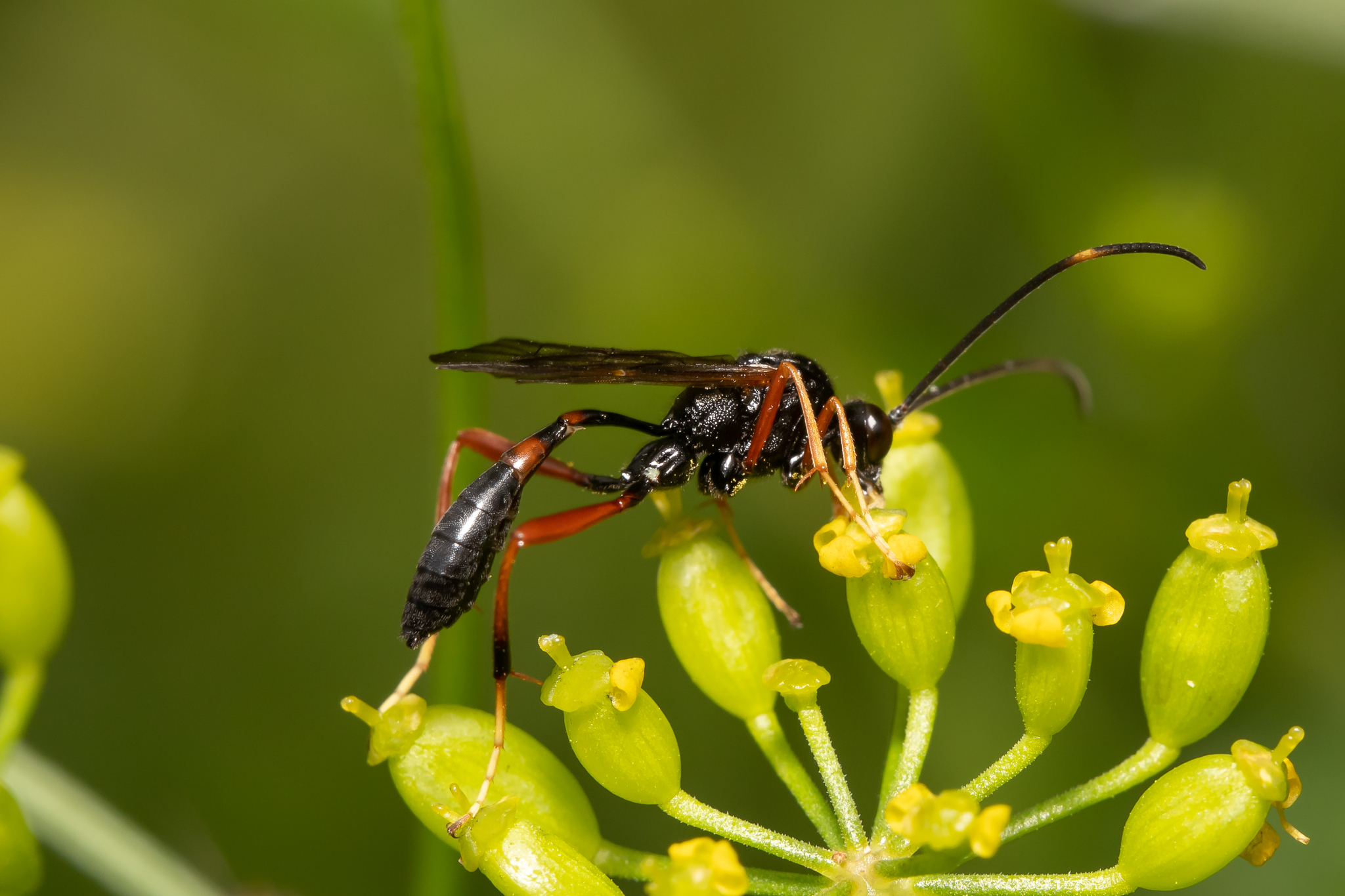
Acroricnus stylator stylator